# Torinói nemzetközi repülőtér
A Torinói nemzetközi repülőtér (olaszul: Aeroporto di Torino-Caselle "Sandro Pertini") nemzetközi repülőtér (IATA: TRN, ICAO: LIMF) Torinótól 16 km-re északra, Caselle Torinese, San Francesco al Campo és San Maurizio Canavese települések területén helyezkedk el.

## Adatok
Kifutópályáinak hossza 3300 méter. Utasterminálja 57 000 m². 22 beszállókapuval és 6 utashíddal rendelkezik.

## Légitársaságok és célállomások
- Air France: Párizs-Charles de Gaulle
- Air Italy: Nápoly, Roma-Fiumicino, Catania
- Blue Panorama Airlines: Marsa Alam, Sharm el-Sheikh
- British Airways: London-Gatwick
- Brussels Airlines: Brüsszel-Zaventem
- Iberia- az Air Nostrum üzemeltetésében: Barcelona, Madrid
- ITA Airways: Róma-Fiumicino
- LOT: Katowice
- Lufthansa: Frankfurt, München, Düsseldorf
- Luxair: Luxemburg
- Meridiana : Cagliari, Catania, Olbia, Sharm el-Sheikh
- Ryanair : Bari, Brindisi, Brüsszel-Charleroi, Girona, London–Stansted repülőtér, Madrid, Párizs-Beauvais, Trapani, Dublin, East Midlands/Nottingham, Edinburgh, Ibiza
- Turkish Airlines: Isztambul-Atatürk

## Utasok száma
Az utasforgalom az elmúlt években az alábbi módon változott:
| Utasok száma | 1 758 936 | 2 391 902 | 2 814 850 | 2 820 448 | 3 215 593 | 3 560 169 | 3 160 287 | 3 950 908 | 3 952 158 | 4 193 371 |
|              | 1994      | 1997      | 2000      | 2003      | 2006      | 2010      | 2013      | 2016      | 2019      | 2022      |

## Elismerések
A reptér 2007-ben és 2008-ban elnyerte a ACI Europe Best Airport Awards díjat, mint az általa nyújtott szolgáltatások minősége tekintetében legjobb európai repülőtér az évi 1-5 millió utast fogadó kategóriában.

## Jövőbeni tervek
2012 januárjában a repülőtér elkezdte a tárgyalásokat a Ryanairrel annak érdekében, hogy a reptér a társaság egyik bázisa legyen. Ennek keretében 2013-tól egy, majd 2014-től két repülőt folyamatosan itt állomásoztat az ír légitársaság, amely előreláthatóan 2017-ig húsz új célállomásra indít majd járatokat.

## Fordítás
- Ez a szócikk részben vagy egészben  az   Aeroporto di Torino-Caselle című olasz Wikipédia-szócikk ezen változatának fordításán alapul.  Az eredeti cikk szerkesztőit annak laptörténete sorolja fel. Ez a jelzés csupán a megfogalmazás eredetét és a szerzői jogokat jelzi, nem szolgál a cikkben szereplő információk forrásmegjelöléseként.